# Rosa Freire d'Aguiar
Rosa Freire d'Aguiar (Río de Janeiro; 28 de agosto de 1948) es una periodista, editora y traductora brasileña.

## Biografía
En 1971, se graduó en periodismo en la Pontifícia Universidade Católica de Río de Janeiro - PUC-Rio. Entre 1971 y 1973, fue reportera y redactora de las revistas Manchete (disponible en su totalidad en la Biblioteca Nacional de Brasil), Fatos&Fotos y la Enciclopedia Bloch, de Bloch Editores, Río de Janeiro. En 1973, se trasladó a París, donde trabajó durante tres años como corresponsal internacional en la redacción francesa del grupo Bloch.
Entre 1977 y 1985, todavía en París, fue corresponsal de la revista “Isto É” y también del “Jornal da República” y colaboradora de la revista “ArteHoje”. Ha producido un gran número de reportages especiales en Europa, Oriente Medio y China. Entre ellos, la redemocratización de España, desde la muerte de Francisco Franco de 1975 a 1985; el exilio del Ayatolá Jomeini y la revolución iraní, 1979-1980; el juicio de la Banda de los Cuatro en Beijing en 1980; el regreso del desierto del Sinaí a Egipto en 1982; la Guerra del Líbano de 1982; el movimiento por la paz en Alemania en 1983.
También ha realizado entrevistas con escritores, científicos sociales y artistas. Entre las personalidades entrevistadas por Rosa Freire d'Aguiar, destacan: Elisabeth Badinter, Ernesto Sabato, Eugène Ionesco, Fernand Braudel, Georges Simenon, Jorge Semprún, Julio Cortázar, Michel Serres, Norma Bengell, Peter Brook, Roland Barthes, Romain Gary, Rudolf Nureyev, Raymond Aron y Simone Veil.
En 1979, se casó con el economista brasileño Celso Furtado, en el exilio en Francia desde 1964, y profesor a l’universidad de Sorbonne.
En 1986, la pareja regresó a Brasil y se estableció en Brasilia, donde Celso Furtado se hizo cargo del Ministerio de Cultura. Rosa Freire d'Aguiar dejó el periodismo para dedicarse a las ediciones y las traducciones. Desde 1991 hasta la actualidad ha traducido más de una centena de libros, principalmente para Companhia das Letras y Editora Todavia.
Entre otros autores, a Louis-Ferdinand Céline, Italo Calvino, Michel de Montaigne, Claude Lévi-Strauss, Pierre Bourdieu, Marqués de Sade, Honoré de Balzac, Marcel Proust. Por su trabajo, recibió el premio  Unión Latina de Traducción Científica y Técnica, en 2001, por la traducción del libro "L'univers, les dieux, les hommes", de Jean-Pierre Vernant; el  Premio Jabuti, por la traducción del libro "La elegancia del erizo", de Muriel Barbery;  el premio  de Traducción Paulo Rónai, de la Biblioteca Nacional de Brasil, por el libro "Bússola", de Mathias Énard (2019). 
Además de numerosos artículos, Rosa Freire d’Aguiar es autora de "Memória de tradutora" (Escritório do Livro, Florianópolis, 2004); “Sempre Paris - crônica de uma cidade, seus escritores e artistas” (Cia. das Letras, São Paulo, 2023), ganador del Premio Jabuti – Mejor libro de crónicas (2024) y del Premio Jabuti – Libro del año (2024). Por la traducción de Manet: una revolución simbólica, obtuvo el primer lugar en la categoría Traducción del Premio ABEU (Asociación Brasileña de Editoriales Universitarias) (2024). También publicó un libro electrónico: “Palavra puxa palavra: uma homenagem aos 70 anos da saga O tempo e o vento” (Cia. das Letras), que contiene su larga entrevista con Érico Veríssimo para la revista Manchete en 1973.
Rosa Freire d'Aguiar fue la fundadora del Centro Internacional Celso Furtado de Políticas para el Desarrollo - CICEF - en noviembre de 2005, junto con intelectuales y políticos nacionales e internacionales. Entre 2005 y 2009, fue la primera presidenta cultural de la asociación, después sirvió en su Junta Deliberativa hasta 2012. Durante este período, organizó el fondo bibliográfico de Celso Furtado en la Biblioteca Celso Furtado, inaugurada en 2009. En 2019, donó la colección bibliográfica y documental de Furtado al Instituto de Estudios Brasileños - IEB, de la Universidade de São Paulo.